# Patinage de vitesse aux Jeux olympiques de 2014 - 10 000 mètres hommes
Navigation
Vancouver 2010 Pyeongchang 2018
Le 10 000 mètres masculin de patinage de vitesse aux Jeux olympiques d'hiver de 2014 a lieu le 18 février 2014 à 17 h 00 au Centre de patinage Adler Arena, ce fut la première épreuve de patinage de vitesse lors de ces Jeux. L'épreuve est présente depuis la première édition des Jeux en 1924 hormis l'édition de 1928. Le tenant du titre est le sud-coréen Lee Seung-Hoon qui a remporté l'épreuve à Vancouver en 2010 devant le russe Ivan Skobrev, médaille d'argent, et le néerlandais Bob de Jong, médaille de bronze.
Les Néerlandais réalisent un triplé : Jorrit Bergsma devance Sven Kramer et Bob de Jong, comme dans le 500 mètres et le 5000 mètres.

## Médaillés
| Or             | Argent      | Bronze      |
| Jorrit Bergsma | Sven Kramer | Bob de Jong |

## Résultats
Les courses commencent à 17 heures.
| Rang                                | Couple | Ligne | Nom                    | Nationalité      | Temps          | Retard         | Notes  |
| ----------------------------------- | ------ | ----- | ---------------------- | ---------------- | -------------- | -------------- | ------ |
| Médaille d'or, Jeux olympiques      | 6      | O     | Jorrit Bergsma         | Pays-Bas         | 12 min 44 s 45 | —              | OR, TR |
| Médaille d'argent, Jeux olympiques  | 7      | O     | Sven Kramer            | Pays-Bas         | 12 min 49 s 02 | +4 s 57        |        |
| Médaille de bronze, Jeux olympiques | 5      | I     | Bob de Jong            | Pays-Bas         | 13 min 07 s 19 | +22 s 74       |        |
| 4                                   | 7      | I     | Lee Seung-hoon         | Corée du Sud     | 13 min 11 s 68 | +27 s 23       |        |
| 5                                   | 6      | I     | Bart Swings            | Belgique         | 13 min 13 s 99 | +29 s 54       |        |
| 6                                   | 4      | O     | Patrick Beckert        | Allemagne        | 13 min 14 s 26 | +29 s 81       |        |
| 7                                   | 2      | O     | Shane Dobbin           | Nouvelle-Zélande | 13 min 16 s 42 | +31 s 97       |        |
| 8                                   | 2      | I     | Moritz Geisreiter      | Allemagne        | 13 min 20 s 26 | +35 s 81       |        |
| 9                                   | 3      | I     | Evgeniy Seryaev        | Russie           | 13 min 28 s 61 | +44 s 16       |        |
| 10                                  | 3      | O     | Emery Lehman           | États-Unis       | 13 min 28 s 67 | +44 s 22       |        |
| 11                                  | 1      | O     | Patrick Meek           | États-Unis       | 13 min 28 s 72 | +44 s 27       |        |
| 12                                  | 4      | I     | Dmitry Babenko         | Kazakhstan       | 13 min 33 s 18 | +48 s 73       |        |
| 13                                  | 5      | O     | Alexej Baumgärtner     | Allemagne        | 13 min 44 s 39 | +59 s 94       |        |
| 14                                  | 1      | I     | Sebastian Druszkiewicz | Pologne          | 13 min 45 s 31 | +1 min 00 s 86 |        |

O = Couloir extérieur, I = Couloir intérieur